# Eishockey-Nationalliga (Österreich) 1999/2000
Die Saison 1999/2000 der österreichischen Eishockey-Nationalliga wurde mit acht Mannschaften ausgetragen. Titelverteidiger war der Kapfenberger SV, der jedoch in dieser Saison die Playoffs verpasste. Neuer Meister wurde der EC Graz 99ers.

## Grunddurchgang

### Modus
Für jeden Sieg (S, OTS) wurden 2 Punkte vergeben, für jede Niederlage nach Overtime (OTN) 1 Punkt. Nach der ersten Hin- und Rückrunde (je 14 Spiele) wurden die bis dahin erreichten Punkte halbiert.
Die vier bestplatzierten Teams nach der zweiten Hin- und Rückrunde qualifizierten sich für die Playoffs.

### Abschlusstabelle
| Pl. | Team                 | Sp | S  | N  | OTS | OTN | Tore    | Pkt |
| --- | -------------------- | -- | -- | -- | --- | --- | ------- | --- |
| 1   | EC Graz 99ers        | 28 | 24 | 3  | 1   | 0   | 151:640 | 38  |
| 2   | EK Zell am See       | 28 | 16 | 9  | 1   | 2   | 133:111 | 30  |
| 3   | EV Zeltweg           | 28 | 18 | 9  | 0   | 1   | 134:920 | 26  |
| 4   | EHC Lustenau         | 28 | 13 | 12 | 1   | 2   | 115:116 | 23  |
| 5   | Kapfenberger SV      | 28 | 10 | 12 | 4   | 2   | 146:135 | 23  |
| 6   | Team Telekom Austria | 28 | 7  | 19 | 2   | 0   | 105:180 | 15  |
| 7   | EHC Linz             | 28 | 6  | 18 | 1   | 3   | 086:130 | 13  |
| 8   | DEK Klagenfurt       | 28 | 6  | 18 | 2   | 2   | 090:132 | 12  |

## Playoffs

### Halbfinale
| Serie                                | Stand | Spiel 1 | Spiel 2 | Spiel 3 | Spiel 4 | Spiel 5 |
| ------------------------------------ | ----- | ------- | ------- | ------- | ------- | ------- |
| EC Graz 99ers (1) – EHC Lustenau (4) | 3:1   | 4:5     | 7:2     | 5:1     | 5:0     |         |
| EK Zell am See (2) – EV Zeltweg (3)  | 3:0   | 4:1     | 7:4     | 4:3     |         |         |

### Finale
| Serie                                  | Stand | Spiel 1 | Spiel 2 | Spiel 3 | Spiel 4 | Spiel 5 |
| -------------------------------------- | ----- | ------- | ------- | ------- | ------- | ------- |
| EC Graz 99ers (1) – EK Zell am See (2) | 3:2   | 4:1     | 4:7     | 5:1     | 4:6     | 3:2     |

## Meisterschaftsendstand
1. EC Graz 99ers
2. EK Zell am See
3. EHC Lustenau
4. EV Zeltweg
5. Kapfenberger SV
6. Team Telekom Austria
7. EHC Linz
8. DEK Klagenfurt

## Aufstieg in die Bundesliga
Da es in der Bundesliga in der Saison 1999/2000 massive Probleme mit dem Teilnehmerfeld gegeben hatte (nur vier Mannschaften hatten an der Meisterschaft teilgenommen, wovon jedoch zwei sich nach Saisonende zurückzogen), wurden für die folgende Saison 2000/01 die beiden Ligen zusammengelegt. Lediglich das Farmteam der beiden Kärntner Bundesliga-Mannschaften, das Team Telekom Austria wurde aufgelöst und nahm nicht an der höchsten Spielklasse teil. Da es mit diesem Schritt in der Saison 2000/01 de facto keine zweite Liga mehr gab, diente die Oberliga in dieser Spielzeit als zweite Leistungsstufe.

## Kader des Nationalliga-Meisters
| Nationalliga-Meister EC Graz 99ers | Torhüter: Markus Schilcher, René Vallant Verteidiger: Gerd Gruber, Norbert Havasi, Philipp Hofer, Florian Iberer, Chris Rozanski, Pirre Persson, Michael Shea Angreifer: Herbert Diamant, Stefan Hofer, Christian Hofmeier, Bernd Jäger, Stefan Janisch, Helmut Karel, Peter Knaus, Petri Kujala, Ingo Preiss, Peter Preiss, David Pretterhofer, Thomas Stadler, Peter Znenahlik, Gilbert Kühn Cheftrainer: Miroslav Berek |

## Statistiken

### Topscorer
| Rk | Spieler              | Team       | GP | G  | A  | Pts |
| -- | -------------------- | ---------- | -- | -- | -- | --- |
| 1  | Todd Holt            | Kapfenberg | 27 | 43 | 38 | 81  |
| 2  | Ryan Foster          | Zell       | 31 | 43 | 36 | 79  |
| 3  | Werner Kerth         | Kapfenberg | 25 | 18 | 60 | 78  |
| 4  | Petri Kujala         | 99ers      | 37 | 49 | 27 | 76  |
| 5  | Peter Znenahlik      | 99ers      | 36 | 20 | 56 | 76  |
| 6  | Walter Putnik        | Zell       | 35 | 23 | 43 | 66  |
| 7  | Jari Suorsa          | Zell       | 29 | 31 | 33 | 64  |
| 8  | Igor Liba            | Zeltweg    | 30 | 24 | 36 | 60  |
| 9  | Stefan Janisch       | 99ers      | 36 | 19 | 36 | 55  |
| 10 | Peter Floriantschitz | Zell       | 33 | 17 | 38 | 55  |

### Torhüter
| Rk | Spieler             | Team       | GP | MIP  | SOG  | SVS  | GA  | SVS%  | GAA  |
| -- | ------------------- | ---------- | -- | ---- | ---- | ---- | --- | ----- | ---- |
| 1  | Markus Schilcher    | 99ers      | 34 | 1634 | 755  | 693  | 62  | 91.79 | 2.28 |
| 2  | Markus Kerschbaumer | Zell       | 33 | 1881 | 1207 | 1096 | 111 | 90.80 | 3.54 |
| 3  | Richard Marko       | Kapfenberg | ?  | 1332 | 969  | 877  | 92  | 90.51 | 4.14 |
| 4  | Marcel Simon        | Lustenau   | ?  | 590  | 409  | 369  | 40  | 90.22 | 4.07 |
| 5  | Daniel Höller       | Zeltweg    | ?  | 1715 | 875  | 781  | 94  | 89.26 | 3.29 |
| 6  | René Vallant        | 99ers      | ?  | 564  | 209  | 186  | 23  | 89.00 | 2.45 |
| 7  | Christian Fend      | Lustenau   | 20 | 941  | 587  | 520  | 67  | 88.59 | 4.27 |
| 8  | Jürgen Penker       | Lustenau   | 10 | 392  | 264  | 232  | 32  | 87.88 | 4.90 |
| 9  | Christian Cseh      | Linz       | ?  | 1704 | 1026 | 897  | 129 | 87.43 | 4.54 |
| 10 | Bojan Škrjanc       | DEK        | ?  | 1482 | 860  | 751  | 109 | 87.33 | 4.41 |

### Strafminuten
| Rk | Spieler            | Team       | GP | PIM | PAVG |
| -- | ------------------ | ---------- | -- | --- | ---- |
| 1  | Gregor Hager       | Telekom    | 12 | 59  | 4,92 |
| 2  | Jens-Felix Kraiger | Telekom    | 14 | 66  | 4,71 |
| 3  | Wolfgang Klug      | DEK        | 27 | 118 | 4,37 |
| 4  | Andreas Seelhofer  | Telekom    | 17 | 72  | 4,24 |
| 5  | Gerald Dopona      | Linz       | 1  | 4   | 4,00 |
|    | René Gollob        | Kapfenberg | 1  | 4   | 4,00 |
| 7  | Thomas Pöck        | Telekom    | 2  | 8   | 4,00 |
| 8  | Mario Berger       | DEK        | 14 | 55  | 3,93 |
| 9  | Christian Schablas | Kapfenberg | 25 | 98  | 3,92 |
| 10 | Marco Pewal        | Telekom    | 7  | 25  | 3,57 |